# Spécialité traditionnelle garantie
Pour les articles homonymes, voir STG.
Vous pouvez aider à l'améliorer ou bien discuter des problèmes sur sa page de discussion.
- Il contient une ou plusieurs listes. Le texte gagnerait à être rédigé sous la forme d’un ou plusieurs paragraphes synthétiques, afin d’être plus agréable à lire. (Marqué depuis mars 2021)
- Son texte doit être wikifié : il ne correspond pas à la mise en forme Wikipédia (style, typographie, liens internes, liens entre les wikis, etc.). (Marqué depuis mars 2021)

Version en français du logo européen de la STG.

La spécialité traditionnelle garantie (sigle officiel : STG) est un label de qualité de l'Union européenne créé en 1992 qui s'applique à des produits agricoles destinés à l'alimentation humaine ou à des transformations alimentaires élaborées par l'un des États membres. Sa mention et son sigle, apposés sur un produit commercialisé ou à la suite de la dénomination du produit, en font un signe d'identification et de garantie selon le label.
Ce label « ne fait pas référence à une origine mais a pour objet de mettre en valeur une composition traditionnelle du produit, ou un mode de production traditionnel ».
Il s'applique à différentes spécialités de produits et transformations précisées plus bas, notamment à certaines bières de type lambic, à la mozzarella, le Jamón Serrano ou la pizza napoletana qui, à la différence des appellations de produits préservées par le label AOP, ne sont pas liées à un terroir.
En 2017, 78 dénominations sont enregistrées, publiées ou dont la demande est présentée pour être préservée via la spécialité traditionnelle garantie (STG).

## Produits labellisables
Les dénominations de spécialités qui peuvent être enregistrés en tant que STG sont les suivants :
- Spécialités de produits agricoles destinés à l’alimentation humaine (ce sont ceux désignés à l’annexe I du traité européen), à savoir :
  - classe 1.1. Viande (et abats) frais ;
  - classe 1.2. Produits à base de viande (cuits, salés, fumés, etc.) ;
  - classe 1.3. Fromages ;
  - classe 1.4. Autres produits d’origine animale (œufs, miel, produits laitiers sauf beurre, etc.) ;
  - classe 1.5. Huiles et matières grasses (beurre, margarine, huiles, etc.) ;
  - classe 1.6. Fruits, légumes et céréales en l’état ou transformés ;
  - classe 1.7. Poissons, mollusques, crustacés frais et produits dérivés ;
  - classe 1.8. Autres produits de l’annexe I du traité[3].

- Spécialités de denrées alimentaires désignées à l’annexe I du règlement (CE) n° 509/2006 du Conseil du 20 mars 2006 :
  - classe 2.1. Bière
  - classe 2.2. Chocolat et autres préparations alimentaires contenant du cacao ;
  - classe 2.3. Produits de la confiserie, de la boulangerie, de la pâtisserie ou de la biscuiterie ;
  - classe 2.4. Pâtes alimentaires, même cuites ou farcies ;
  - classe 2.5. Plats composés ;
  - classe 2.6. Sauces condimentaires préparées ;
  - classe 2.7. Potages ou bouillons ;
  - classe 2.8. Boissons à base d’extraits de plantes ;
  - classe 2.9. Glaces et sorbets.

## Belgique
En Belgique, depuis 2011, le Service public de Wallonie, Direction de la Qualité de la Direction générale opérationnelle Agriculture, Ressources naturelles et Environnement (DGO3), s’est doté de la Cellule d’Appui aux Indications géographiques (CAIG). Ce projet est mené conjointement par l’Université de Liège (Laboratoire Qualité et Sécurité des produits agroalimentaires, Gembloux Agro-Bio Tech) et l’Université de Namur (Département Histoire, Pôle de l’histoire environnementale). L’objectif de la CAIG est de soutenir les groupements de producteurs wallons désirant introduire une demande de reconnaissance de leur produit en tant qu'Appellation d'Origine protégée (AOP), Indication géographique protégée (IGP) ou Spécialité traditionnelle garantie (STG). Pour cela, la CAIG accompagne les producteurs dans leur démarche de rédaction d’un cahier des charges et dans le travail de caractérisation du produit.
- Mains d'Anvers
- Lambic

## France
En octobre 2024, six produits français sont reconnus comme des STG :
- le berthoud, un mets fromager originaire de Haute-Savoie, reconnu comme STG depuis 2020 ;
- le bœuf traditionnel de race normande ;
- le lait de foin de brebis (le lait de foin est originaire d'Autriche et, reconnu comme STG en 2016, il peut être produit en France depuis 2018) ;
- le lait de foin de chèvre ;
- le lait de foin de vache ;
- les moules de bouchot, première STG française, reconnue en 2013.

## Italie
Quatre produits italiens portent le logo avec l'inscription Specialità tradizionale garantita.
- Mozzarella tradizionale
- Pizza napoletana
- Sauce à l'amatriciana tradizionale
- Vincisgrassi alla maceratese (it)

## Traduction dans les langues officielles de l'Union européenne
S'agissant d'une réglementation commune aux États de l'Union européenne, la mention « spécialité traditionnelle garantie » a fait l'objet d'une traduction dans les 23 langues officielles de l'Union, ainsi que le sigle correspondant que le consommateur européen est susceptible de rencontrer sur les emballages des produits.
| Langue | Mention                                  | Sigle  |
| ------ | ---------------------------------------- | ------ |
| BG     | храна с традиционно специфичен характер  | ХТСХ   |
| ES     | especialidad tradicional garantizada     | ETG    |
| CS     | zaručená tradiční specialita             | ZTS    |
| DA     | garanteret traditionel specialitet       | GTS    |
| DE     | garantiert traditionelle Spezialität     | g.t.S. |
| ET     | garanteeritud traditsiooniline eritunnus | GTE    |
| EL     | εγγυημένο παραδοσιακό ιδιότυπο προϊόν,   | ΕΠΙΠ   |
| EN     | traditional speciality guaranteed        | TSG    |
| FR     | spécialité traditionnelle garantie       | STG    |
| GA     | speisialtacht thraidisiúnta ráthaithe    | STR    |
| IT     | specialità tradizionale garantita        | STG    |
| LV     | garantēta tradicionālā īpatnība          | GTI    |
| LT     | garantuotas tradicinis gaminys           | GTG    |
| HU     | hagyományos különleges termék            | HKT    |
| MT     | speċjalità tradizzjonali garantita       | STG    |
| NL     | gegarandeerde traditionele specialiteit  | GTS    |
| PL     | gwarantowana tradycyjna specjalność      | GTS    |
| PT     | especialidade tradicional garantida      | ETG    |
| RO     | specialitate tradițională garantată      | STG    |
| SK     | zaručená tradičná špecialita             | ZTŠ    |
| SL     | zajamčena tradicionalna posebnost        | ZTP    |
| FI     | aito perinteinen tuote                   | APT    |
| SV     | garanterad traditionell specialitet      | GTS    |